# Син Дон Бин
Син Дон Бин (кор. 신동빈; 辛東彬) или Акио Сигэмицу (яп. 重光 昭夫) (род. 14 февраля, 1955) — японский бизнесмен корейского происхождения. Бывший CEO корейской Lotte Group и японской бейсбольной команды Chiba Lotte Marines. Второй сын Сина Гёгхо (Такэо Сигэмицу), основателя и первого главы Lotte Group. Младший брат Хироюки Сигэмицу (Син Дон Жу), CEO японского отделения Lotte Group. Получил экономическое образование в Университете Аоямы в 1977 году и в Колумбийском университете. В феврале 2018 года был признан виновным в передаче взяток по итогам рассмотрения последствий южнокорейского политического скандала 2016 года, получил срок заключения 30 месяцев и тогда же ушёл с поста главы Lotte Group.

## Награды
- Орден Дружбы (20 октября 2015 года, Россия) — за большой вклад в укрепление дружбы и сотрудничества с Российской Федерацией, развитие экономических связей, сохранение и популяризацию русского языка и культуры за рубежом[4]